# Leucascus simplex
Leucascus simplex är en svampdjursart som beskrevs av Arthur Dendy 1893. Leucascus simplex ingår i släktet Leucascus och familjen Leucascidae.
Artens utbredningsområde är havet kring Australien. Inga underarter finns listade i Catalogue of Life.